# کوکوجین
کُوکوجین (به ژاپنی: 国人（こくじん、くにびと、くにゅうど）) در زبان ژاپنی به‌طور کلی، به مردم و ساکنان یک کشور یا استان گفته می‌شود. به عنوان یک کلمه برای اشاره به مردم یا ساکنان قلمروها در شش تاریخ ملی (روکوکوشی؛ یک اصطلاح کلی برای شش کتاب تاریخ ملی ژاپن است که افسانه‌ها و تاریخ ژاپن را از ابتدای زمان تا ۸۸۷ شرح می‌دهد)، نیهون کوکی و ساندای جیروکو استفاده می‌شود و می‌توان آن را به‌عنوان اچیزن کُوکوجین، یاماتو کُوکوجین، کاواچی کُوکوجین و غیره مشاهده کرد.
علاوه بر این، در منابع تاریخی قرون وسطی، کلمه کُوکوجین ریوشو برای اشاره به ارباب بالفعل یک ارباب محلی، در مقابل مقام دولت مرکزی که ارباب اسمی پایتخت بود (سیستم کُوکوجین ریوشو)  استفاده می‌شد. تقریباً مترادف «کونیشو» و «زایکوکوشو» است و هیچ تفاوت واضحی وجود ندارد.